# Reichskommissariat Belgien-Nordfrankreich
O Reichskommissariat da Bélgica e norte da França (em alemão:  Reichskommissariat Belgien-Nordfrankreich) foi uma administração civil nazista alemã (Zivilverwaltung) que governou a maior parte da Bélgica ocupada e partes do norte da França ocupada na segunda metade de 1944 durante a Segunda Guerra Mundial.
O Reichskommissariat substituiu um governo militar anterior, a Administração Militar na Bélgica e no norte da França, estabelecido no mesmo território em 1940.
Em 18 de julho de 1944, o Gauleiter de Gau Cologne-Aachen, Josef Grohé, foi nomeado Reichskommissar do território, conhecido como Reichskommissariat Belgien und Nordfrankreich ou Reichskommissariat für die besetzte Gebiete von Belgien und Nordfrankreich. Cobriu a região de Nord-Pas-de-Calais da França, bem como a Bélgica, exceto Eupen-Malmedy, que foi incorporada diretamente ao Reich alemão.
As tropas da Wehrmacht na área eram comandadas pela Wehrmachtbefehlshaber Belgien-Nordfrankreich Martin Grase (18 de julho de 1944 - 16 de setembro de 1944).

O território foi libertado principalmente pelos Aliados em setembro de 1944, na sequência dos desembarques da Normandia, portanto, a existência do território foi curta. Após a libertação, o território foi anexado retrospectivamente diretamente à Alemanha (embora não mais sob o controle alemão de fato) como três Reichsgaue (subdivisões administrativas) separados: Reichsgau Flandern, Wallonien e o distrito de Bruxelas. 